# Ganganahalli, Sindgi
Ganganahalli là một làng thuộc tehsil Sindgi, huyện Bijapur, bang Karnataka, Ấn Độ.